# Maki Wada
Maki Wada (和田麻希, Wada Maki), née le 18 novembre 1986, est une athlète japonaise, spécialiste du sprint. 

## Biographie
En 2009, Maki Wada devient championne d'Asie sur 4 x 100 mètres, aux côtés de Chisato Fukushima, Mayumi Watanabe et Momoko Takahashi.

### Palmarès
| Date | Compétition             | Lieu      | Résultat | Performance |         |
| ---- | ----------------------- | --------- | -------- | ----------- | ------- |
| 2009 | Championnats d'Asie     | Canton    | 1re      | 4 x 100 m   | 43 s 93 |
| 2009 | Jeux de l'Asie de l'Est | Hong Kong | 3e       | 100 m       | 12 s 06 |
| 2009 | Jeux de l'Asie de l'Est | Hong Kong | 2e       | 4 x 100 m   | 44 s 89 |

### Records
| Épreuve    | Performance | Lieu           | Date                   |
| ---------- | ----------- | -------------- | ---------------------- |
| 100 mètres | 11 s 68     | Osaka Marugame | 8 mai 2010 5 juin 2010 |
| 200 mètres | 23 s 73     | Oita           | 4 octobre 2008         |